# Wilhelm Montell
Wilhelm Montell, född 3 september 1863 i Haapakylä i Övertorneå församling, död 22 juni 1941 i Finska församlingen i Stockholm, var en svensk präst.
Wilhelm Montell var son till postmästaren Abraham Montell och Wilhelmina, född Bucht; morfadern prosten Isak Bucht var kyrkoherde i Övertorneå. Efter läroverksstudier i Luleå inskrevs han vid Uppsala universitet höstterminen 1882 och prästvigdes i Härnösand i juli 1886, varvid han blev pastorsadjunkt i Nedertorneå och Haparanda. Han blev vice pastor i Gällivare församling i juli 1887 och komminister i Nederkalix församling i oktober 1891 med tillträde 1 maj 1892. I maj 1901 blev han vice pastor i Finska församlingen i Stockholm och utnämndes till kyrkoherde där 1902 med tillträde 1 maj 1903. Han var under kortare perioder tillika vice pastor eller vice komminister i Lidingö församling och Storkyrkoförsamlingen. År 1913 tilldelades han Nordstjärneorden.
Wilhelm Montell, som var ogift, var bosatt på Lidingö. Bland hans syskon märks jägmästaren Arvid Montell, Wilhelmina Montell, som var gift med jägmästaren Robert Hederström, provinsialläkaren Otto Montell, Maria Montell, som var gift med prosten Emil Thauvón och Emma Montell, som var gift med prosten Kaarlo Albert Lauri. Den ogifta systern Anna Montell delade hushåll med honom på Lidingö.